# Fridolf Johansson
Johan Fridolf Johansson (i riksdagen kallad Johansson i Lungvik), född 15 januari 1891 i Timrå, Västernorrlands län, död 11 september 1955 i Bjärtrå, Västernorrlands län, var en svensk brukstjänsteman och riksdagsledamot (folkpartist).
Fridolf Johansson, som kom från en arbetarfamilj, var brukstjänsteman vid Björkå bruk utanför Lungvik 1929-1955.
Han var riksdagsledamot i andra kammaren för Västernorrlands läns valkrets från 1953 till sin död 1955. I riksdagen var han bland annat suppleant i allmänna beredningsutskottet 1954-1955.